# Siva Tau

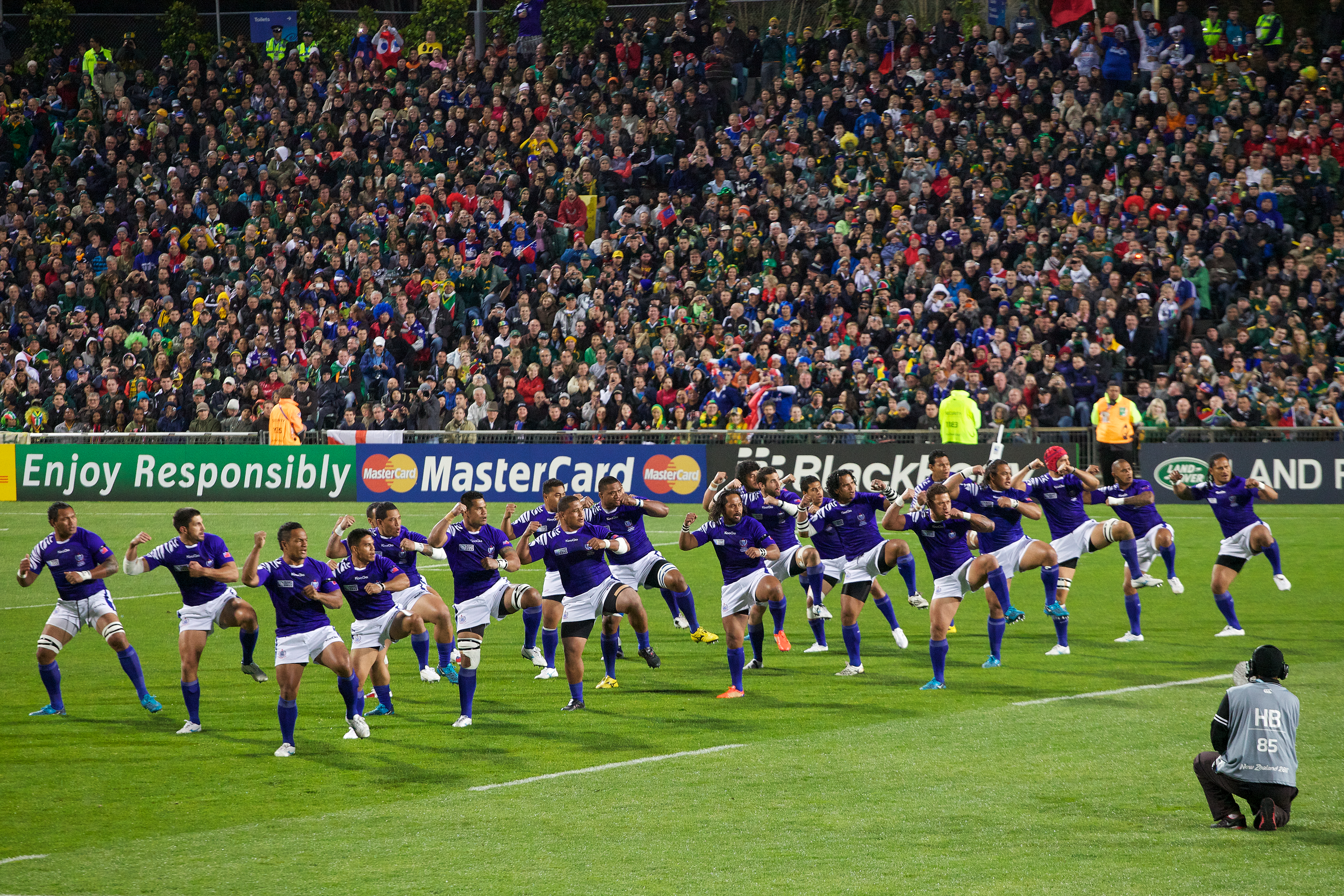
Seleção samoana executando o Siva Tau antes do jogo contra a África do Sul durante a Copa do Mundo de Rugby de 2011.

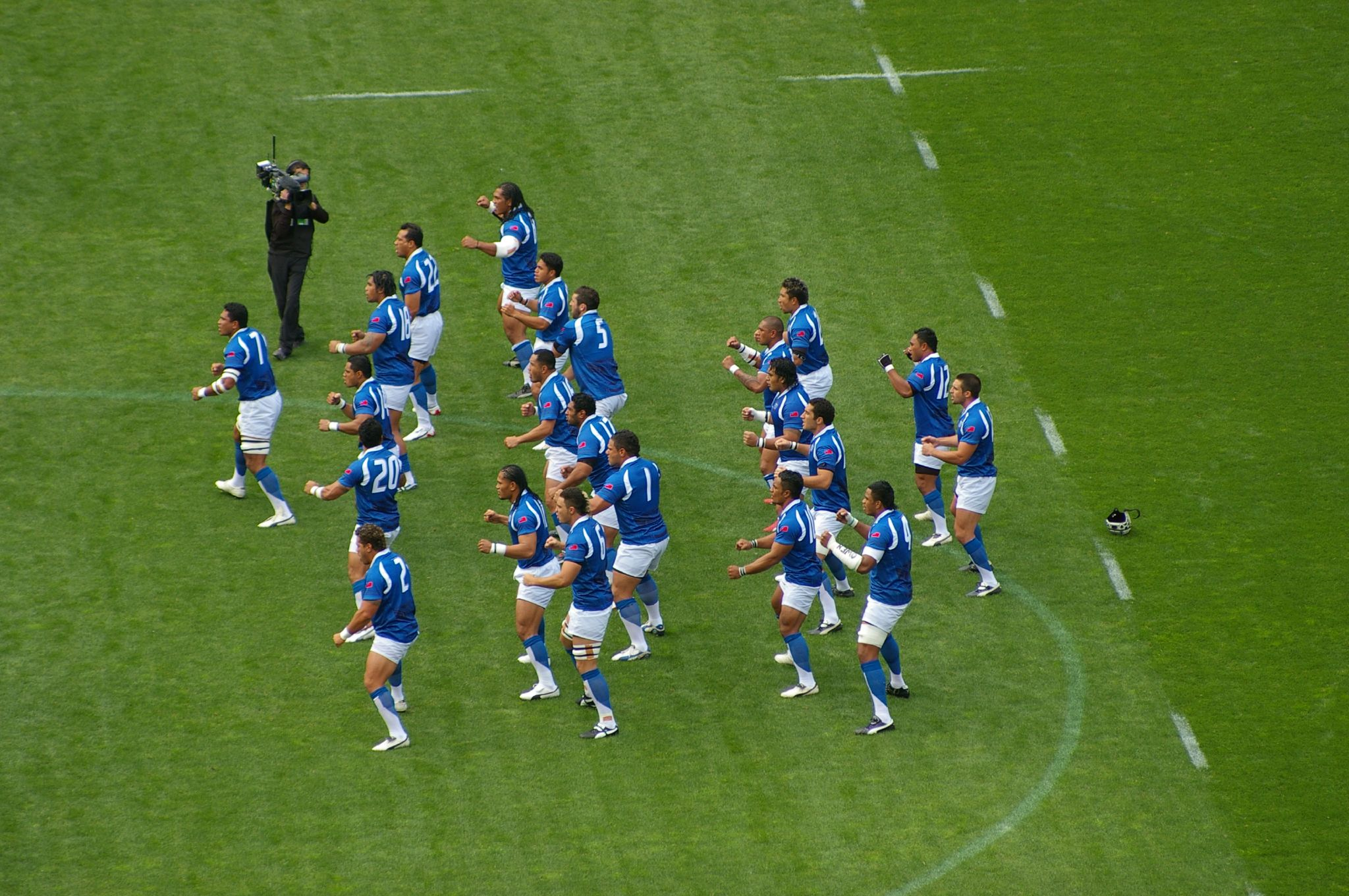
Seleção samoana executando o Siva Tau antes do jogo contra a África do Sul durante a Copa do Mundo de Rugby de 2007.

A Manu Siva Tau é uma dança de guerra samoana, executada pelos desportistas samoanos antes de cada competição. A Seleção Samoana de Rugby Union costumava executar a tradicional 'Maulu'ulu Moa' nos tours mundiais. Antes da Copa Mundial de 1991, quando o canto de guerra 'Manu' foi criado, ela era considerada mais efetiva em motivar psicologicamente os jogadores. A Seleção Nacional Samoana de Futebol Australiano executa o Siva Tau em suas aparições na Copa Internacional de Futebol Australiano.
Na WWE, The Usos, costumavam executar o Siva Tau como parte de sua entrada na arena. O Toa Seleção Samoana de Rugby League também costuma executar o Siva Tau antes de cada partida. (com "Toa" no lugar de "Manu", entretanto).

## Letra
| Líder: Samoa!                              | Samoa! |
| Tatou o e tau le taua!                     | Vamos para a guerra!                                                                                      |
| Tau e matua tau!                           | Lutar com braveza!                                                                                        |
| Fai ia mafai!                              | Batalhar para conquistar!                                                                                 |
| Le Manu!                                   | Guerreiros!                                                                                               |
| Team: Sau ia!                              | Vamos! |
| Le Manu Samoa e ua malo ona fai o le faiva | Guerreiro de Samoa, possa ter sucesso em sua missão! Guerreiro de Samoa, possa ter sucesso em sua missão! |
| Le Manu Samoa lenei ua ou sau              | O Guerreiro de Samoa aqui chegou                                                                          |
| Leai se isi Manu oi le atu laulau          | Não há nenhum outro Manu (time) em lugar nenhum!                                                          |
| Ua ou sau nei ma le mea atoa               | Aqui estamos completamente preparados!                                                                    |
| O lou malosi ua atoatoa                    | Minha força está em seu ápice!                                                                            |
| Ia e faatafa ma e soso ese                 | Abram o caminho e saiam da frente!                                                                        |
| Leaga o lenei manu e uiga ese              | Porque esse guerreiro é único!                                                                            |
| Le Manu Samoa                              | O guerreiro samoano!                                                                                      |
| Le Manu Samoa                              | O guerreiro samoano!                                                                                      |
| Le Manu Samoa e o mai I Samoa              | O guerreiro samoano que reina em Samoa!                                                                   |
| Le Manu!                                   | O Manu!                                                                                                   |